# Sitio de Lilibea
El sitio de Lilibea (250 a. C.) fue una batalla de la primera guerra púnica que enfrentó a un ejército consular romano dirigido por Cayo Atilio Régulo Serrano y Lucio Manlio Vulsón Longo contra un ejército cartaginés bajo el mando del general Himilcón. La batalla dio lugar a una retirada romana del sitio después de la destrucción de su flota en Drépano.